# 項聖謨

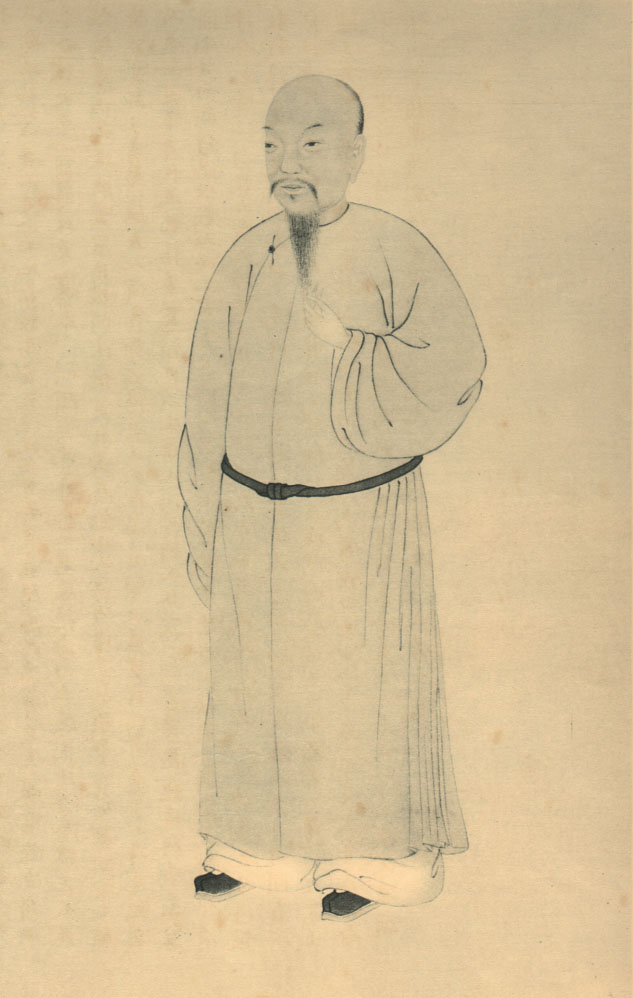
《清代學者象傳》第一集之項聖謨像

項聖謨（1597年—1658年），字孔彰，號易庵，浙江承宣布政使司嘉興府秀水縣（今浙江省嘉興市），明末清初画家。
項聖謨为項元汴之孫，早年学习文学，后因此擅长古学，董其昌稱其作品有宋元之氣。其有子項奎，字東井。存有《朗云堂集》、《清河草堂集》。風格屬吴门画派。

## 作品
《三祝圖》，藏於台灣台北國立故宮博物院
《古木幽篁圖》，藏於台灣台北國立故宮博物院
《山水小景》軸，藏於台灣台北國立故宮博物院
《後招隱圖》，藏於台灣台北國立故宮博物院
《踈林秋雨》軸，藏於台灣台北國立故宮博物院
《蟠桃圖》軸，藏於台灣台北國立故宮博物院
《雪影漁人圖》軸，藏於中國北京故宮博物院
《雨滿山齋圖》軸，藏於中國北京故宮博物院
《放鶴洲圖》軸，藏於中國北京故宮博物院
《大樹風號圖》軸，藏於中國北京故宮博物院
《聽松圖》軸，藏於中國北京故宮博物院
《朱葵石像轴》，藏於中國北京故宮博物院 (與謝彬合繪)